# Pseudarmadillo
Pseudarmadillo är ett släkte av kräftdjur. Pseudarmadillo ingår i familjen Delatorreidae.
Kladogram enligt Catalogue of Life:
| Pseudarmadillo | \| \| Pseudarmadillo agramontino \| \| \| \| \| \| Pseudarmadillo assoi \| \| \| \| \| \| Pseudarmadillo auritus \| \| \| \| \| \| Pseudarmadillo bidentatus \| \| \| \| \| \| Pseudarmadillo buscki \| \| \| \| \| \| Pseudarmadillo carinulatus \| \| \| \| \| \| Pseudarmadillo cristatus \| \| \| \| \| \| Pseudarmadillo dollfusi \| \| \| \| \| \| Pseudarmadillo elegans \| \| \| \| \| \| Pseudarmadillo gillianus \| \| \| \| \| \| Pseudarmadillo holguinensis \| \| \| \| \| \| Pseudarmadillo hoplites \| \| \| \| \| \| Pseudarmadillo jaumei \| \| \| \| \| \| Pseudarmadillo maiteae \| \| \| \| \| \| Pseudarmadillo mitratus \| \| \| \| \| \| Pseudarmadillo nanus \| \| \| \| \| \| Pseudarmadillo spinosus \| \| \| \| \| \| Pseudarmadillo tuberculatus \| \| \| \| |
|                | \| \| Pseudarmadillo agramontino \| \| \| \| \| \| Pseudarmadillo assoi \| \| \| \| \| \| Pseudarmadillo auritus \| \| \| \| \| \| Pseudarmadillo bidentatus \| \| \| \| \| \| Pseudarmadillo buscki \| \| \| \| \| \| Pseudarmadillo carinulatus \| \| \| \| \| \| Pseudarmadillo cristatus \| \| \| \| \| \| Pseudarmadillo dollfusi \| \| \| \| \| \| Pseudarmadillo elegans \| \| \| \| \| \| Pseudarmadillo gillianus \| \| \| \| \| \| Pseudarmadillo holguinensis \| \| \| \| \| \| Pseudarmadillo hoplites \| \| \| \| \| \| Pseudarmadillo jaumei \| \| \| \| \| \| Pseudarmadillo maiteae \| \| \| \| \| \| Pseudarmadillo mitratus \| \| \| \| \| \| Pseudarmadillo nanus \| \| \| \| \| \| Pseudarmadillo spinosus \| \| \| \| \| \| Pseudarmadillo tuberculatus \| \| \| \| |
|                | Cuzcodinella |
|                | |
|                | Pseudarmadillo agramontino |
|                | |
|                | Pseudarmadillo assoi |
|                | |
|                | Pseudarmadillo auritus |
|                | |
|                | Pseudarmadillo bidentatus |
|                | |
|                | Pseudarmadillo buscki |
|                | |
|                | Pseudarmadillo carinulatus |
|                | |
|                | Pseudarmadillo cristatus |
|                | |
|                | Pseudarmadillo dollfusi |
|                | |
|                | Pseudarmadillo elegans |
|                | |
|                | Pseudarmadillo gillianus |
|                | |
|                | Pseudarmadillo holguinensis |
|                | |
|                | Pseudarmadillo hoplites |
|                | |
|                | Pseudarmadillo jaumei |
|                | |
|                | Pseudarmadillo maiteae |
|                | |
|                | Pseudarmadillo mitratus |
|                | |
|                | Pseudarmadillo nanus |
|                | |
|                | Pseudarmadillo spinosus |
|                | |
|                | Pseudarmadillo tuberculatus |
|                | |

|  | Pseudarmadillo agramontino  |
|  |                             |
|  | Pseudarmadillo assoi        |
|  |                             |
|  | Pseudarmadillo auritus      |
|  |                             |
|  | Pseudarmadillo bidentatus   |
|  |                             |
|  | Pseudarmadillo buscki       |
|  |                             |
|  | Pseudarmadillo carinulatus  |
|  |                             |
|  | Pseudarmadillo cristatus    |
|  |                             |
|  | Pseudarmadillo dollfusi     |
|  |                             |
|  | Pseudarmadillo elegans      |
|  |                             |
|  | Pseudarmadillo gillianus    |
|  |                             |
|  | Pseudarmadillo holguinensis |
|  |                             |
|  | Pseudarmadillo hoplites     |
|  |                             |
|  | Pseudarmadillo jaumei       |
|  |                             |
|  | Pseudarmadillo maiteae      |
|  |                             |
|  | Pseudarmadillo mitratus     |
|  |                             |
|  | Pseudarmadillo nanus        |
|  |                             |
|  | Pseudarmadillo spinosus     |
|  |                             |
|  | Pseudarmadillo tuberculatus |
|  |                             |